# Área de Conservação da Paisagem de Äntu
A Área de Conservação da Paisagem de Äntu é uma reserva natural situada no condado de Lääne-Viru, na Estónia.
A sua área é de 391 hectares.
A área protegida foi designada em 1978 para proteger os lagos Äntu e os seus arredores. Em 2005, a área de conservação foi reformulada para área de preservação paisagística.